# 戰疫天使
《戰疫天使》是邱礼涛执导、刘德华投资监制的一部抗击新冠肺炎疫情剧情电影，刘德华和杨子姗主演。

## 剧情
讲述2020年武汉发生新冠肺炎疫情后，医生们治病救人、与疫情战斗的故事。

## 角色
| 演員   | 角色 | 介紹 |
| 劉德華 |      | 医生 |
| 杨子姗 |      |      |

## 制作
2020年10月下旬至12月中旬在深圳龙岗区取景拍摄。这是刘德华继2005年电影《再說一次我愛你》后再次饰演医生角色。也是刘德华与邱礼涛近年自《拆弹专家》以来的连续四度合作。